# Quarto e Sala
Quarto e Sala é o terceiro álbum de estúdio do cantor e compositor Dilsinho, lançado no dia 18 de outubro de 2019 pela gravadora Sony Music.

## Lista de faixas
| N.º            | Título                   | Duração |  |
| 1.             | "Onze e Pouquinho"       | 3:00    |  |
| 2.             | "Deixa pra Amanhã"       | 3:04    |  |
| 3.             | "Misturados"             | 3:25    |  |
| 4.             | "Sogra"                  | 2:34    |  |
| 5.             | "Pequenos Detalhes"      | 2:36    |  |
| 6.             | "Quarto e Sala"          | 2:57    |  |
| 7.             | "Combinado Não Sai Caro" | 3:03    |  |
| 8.             | "Hora de Voltar"         | 3:03    |  |
| 9.             | "3 Pulinhos"             | 2:48    |  |
| Duração total: | Duração total:           | 26:34   |  |